# 王雲聲
王雲聲（？—1670年代），字長纓或長嬰，號西骏，陝西漢中府南鄭縣人，明朝、南明政治人物。

## 生平
王雲聲是崇禎十二年（1639年）陝西鄉試舉人，次年（1640年）聯捷進士，十七年（1644年）獲授行人。很快北京遭李自成攻陷，他打算自殺殉國，但顧念父親年老作罷，隱居在沔陽縣的山中教徒為生四十多日。吳三桂起兵後，逼迫王雲聲出仕，他不願意，因此被殺，死後財產不足以殮葬，人民都敬重他的忠節。